# Parmentiera dressleri
Parmentiera dressleri là một loài thực vật thuộc họ Bignoniaceae. Đây là loài đặc hữu của Panama. Chúng hiện đang bị đe dọa vì mất môi trường sống.